# Omemo
Pour les articles homonymes, voir OMEMO (XMPP).

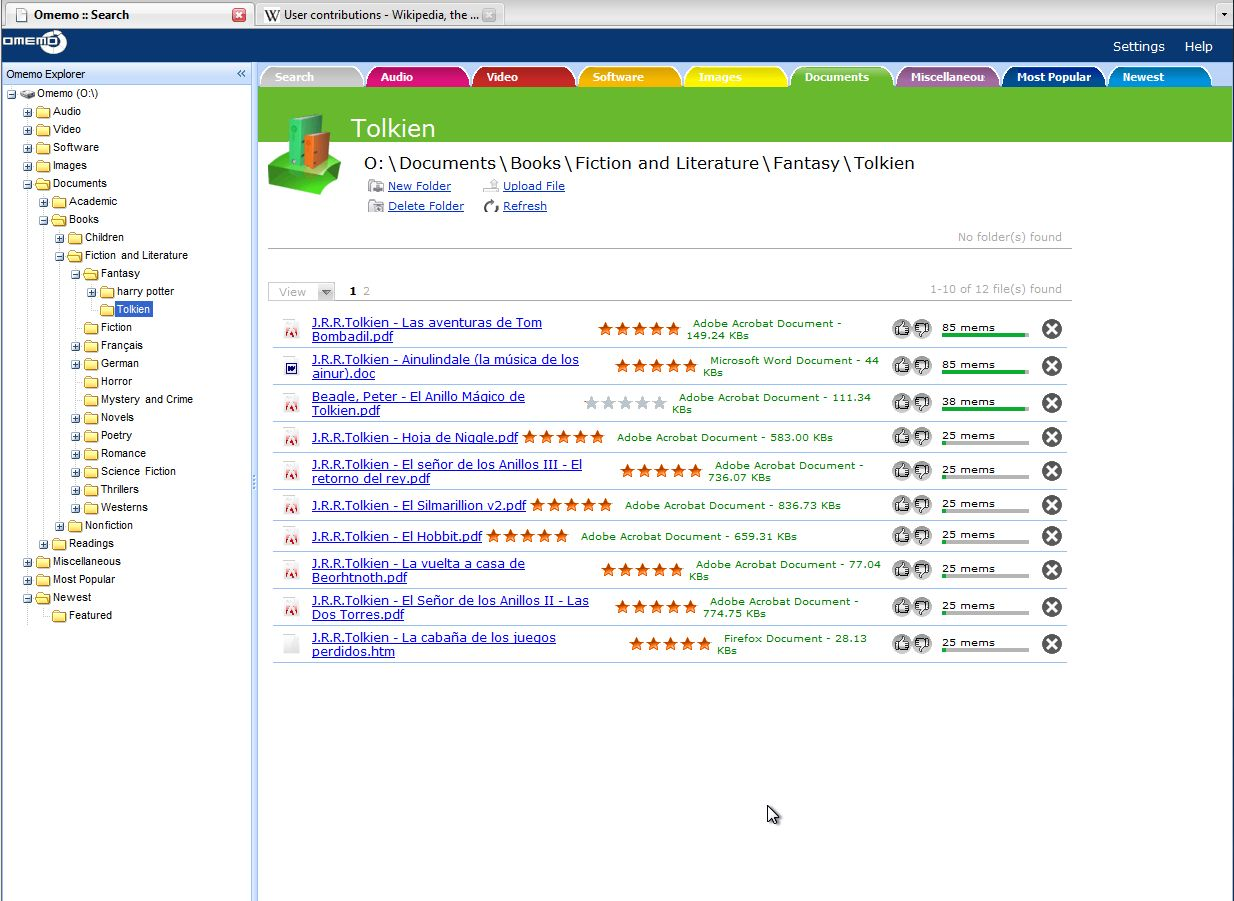
Omemo 0:\ vu avec Firefox

Omemo est un logiciel client de partage de fichiers en pair à pair via la technique grille informatique développée à partir du logiciel chord.

## Description
Omemo est en partie libre et diffusé sous licence GNU GPL mais il contient aussi des binaires et des sources tierce-partie non libres. Il n'est pour le moment disponible que pour Windows et est à l'heure actuelle (2008) en version bêta. Son auteur, Pablo Soto est également à l'origine de Blubster et du protocole MP2P.
La particularité d'Omemo est d'être une grille informatique sociale, dans lequel chaque membre est invité à évaluer le contenu disponible et où l'anonymat est garanti. Il crée un disque virtuel O:\ commun à tous les utilisateurs dans lequel le contenu téléchargé et téléchargeable est disponible. L'utilisateur est invité à allouer une certaine quantité d'espace disque au logiciel afin que celui-ci puisse stocker des données partagées qui seront chiffrées et dont l'utilisateur ignore la nature (un peu à l'instar du fonctionnement de Freenet).
Omemo n'est pas un réseau de pair à pair, car il n'y a pas de connexions directes entre deux ordinateurs ("A" et "B") pour échanger un fichier.
L'ordinateur "A" stocke un fichier sur le disque dur virtuel d'Omemo, qui est représenté par la totalité de l'espace disque alloué par l'ensemble des utilisateurs de ce réseau, que l'ordinateur "B" pourra ensuite télécharger librement, même si l'ordinateur "A" est déconnecté du réseau.
Il n'y a pas de connexion directe entre l'ordinateur "A" et l'ordinateur "B". Ce n'est donc pas un logiciel pair à pair mais bien une grille informatique.
Il est disponible en version bêta pour Windows et sera disponible dès la finalisation de cette version pour Linux et Mac.

## Autres logiciels
Il existe d'autres logiciels de type "grille informatique" possédant les mêmes fonctions qu'Omemo, comme Oceanstore, Past, Pastry, Pstore, Pastiche, Lillibridge, Venti-DHash, Total Recall, PeerStore (s'appuie sur dNode), Amazon Glacier, GNUnet, Freenet, madagascar (basé sur Pastry).